# NGC 524
NGC 524 (również PGC 5222, UGC 968) – galaktyka spiralna (S0-a), znajdująca się w gwiazdozbiorze Ryb. Odkrył ją William Herschel 4 września 1786 roku.
Do tej pory w galaktyce zaobserwowano dwie supernowe:
- SN 2000cx, odkryta 17 lipca 2000 przez LOSS, osiągnęła jasność obserwowaną 12,9m.
- SN 2008Q, odkryta 26 stycznia 2010 przez Giancarlo Continiego, osiągnęła jasność obserwowaną 13,2m.